# Tiger-Kammmuschel

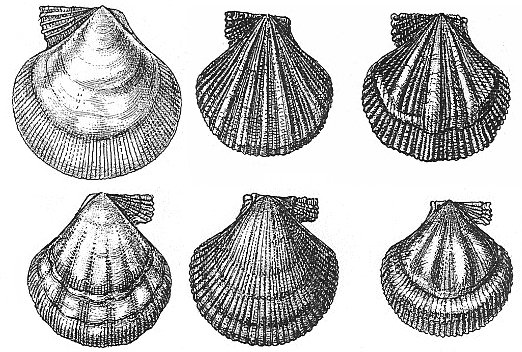
Palliolum tigerinum aus Ablagerungen des Pliozän

Die Tiger-Kammmuschel (Palliolum tigerinum, Syn.: Chlamys tigrinus oder Camptonectes tigrinus) ist eine Muschel-Art aus der Familie der Kammmuscheln (Pectinidae).

## Merkmale
Die fast gleichklappigen, konvex gewölbten Gehäuse sind im Umriss annähernd rund oder leicht eiförmig (dabei etwas höher als breit) und haben einen maximalen Durchmesser von 3,2 Zentimetern. Die linke obere Klappe ist nur leicht stärker gewölbt als die rechte untere Klappe. Die Ohren sind sehr ungleich groß, mit einem deutlich größeren vorderen Ohr. Das vordere Ohr der rechten Klappe hat einen tiefen Einschnitt für den Byssus. Die Ohren weisen radiale Rippen auf. Der Wirbel läuft spitz zu und ragt nicht über den Dorsalrand vor. Der Gehäuserand ist fein gezähnelt.
Die Ornamentierung besteht aus feinen, gleichmäßigen und dicht stehenden radialen Rippen. Zum Wirbel zu treten drei bis sieben Rippen gelegentlich etwas stärker hervor. Auch zum Gehäuserand hin können die Rippen kräftiger hervor treten. Auf der unteren rechten Klappen sind die Rippen breiter und etwas flacher. Die Schale ist dünn, aber fest, leicht durchscheinend und ziegelrot bis rotviolett gefärbt, meist mit weißen Flecken oder Querbändern. Die untere rechte Klappe ist meist etwas dunkler gefärbt. Die Oberfläche glänzt nur wenig.

## Geographische Verbreitung und Lebensraum
Das Verbreitungsgebiet der Tiger-Kammmuschel (Palliolum tigerinum) erstreckt sich im östlichen Atlantik von Nordnorwegen bis zu den Kapverdischen Inseln. Sie kommt auch in der Nordsee und im westlichen Mittelmeer (Balearen) vor. Sie ist auch in der östlichen Nordsee (z. B. bei Helgoland) zu finden, aber sehr selten.
Sie lebt auf Hartböden vom Flachwasser (ca. 9 Meter) bis in etwa 380 Meter Wassertiefe.

## Taxonomie
Die Art wurde erstmals 1776 von Otto Friedrich Müller in der Kombination Pecten tigerinus wissenschaftlich beschrieben. Das Taxon wurde später auch in die Gattungen Chlamys und Camptonectes gestellt. Das World Register of Marine Species weist sie der Gattung Palliolum Monterosato, 1884 zu. Der Artname erscheint in der Literatur meist in der Falschschreibung tigrinus, die auf Lovell Augustus Reeve zurückgeht (1853).

## Belege

### Online
- Marine Bivalve Shells of the British Isles: Palliolum tigerinum (Müller, 1776) (Website des National Museum Wales, Department of Natural Sciences, Cardiff)